# Prefectura Toyama

Harta prefecturii Toyama

Prefectura Toyama (富山県 Toyama-ken?) este una din prefecturile din Japonia.

## Geografie

### Municipii
Prefectura cuprinde 10 localități cu statut de municipiu (市):
| - Himi - Imizu - Kurobe - Namerikawa - Nanto | - Oyabe - Takaoka - Tonami - Toyama (centrul prefectural) - Uozu |